# Jacky Cheung
Pour les articles homonymes, voir Cheung.
Jacky Cheung, de son vrai nom Cheung Hok-yau (張學友, né le 10 juillet 1961), est un chanteur et acteur hongkongais. Avec plus de 25 millions de disques vendus en 2003, il est considéré comme l'un des « Quatre rois célestes de la cantopop » et est surnommé le « Dieu de la chanson » à Hong Kong.
Il débute dans la chanson dans les années 1980 et perce réellement au début des années 1990, notamment en 1995 où ses ventes annuelles surpassent celles de Madonna et Bruce Springsteen, et ne sont dépassées au niveau mondial que par celle de Michael Jackson. En 2000, le Time Magazine le classe comme l'une des 50 personnalités asiatiques les plus influentes au monde. Il s'est également distingué comme acteur en jouant dans plus de 70 films à ce jour, dont beaucoup de grands succès populaires. Il remporte ainsi le Hong Kong Film Award du meilleur second rôle masculin pour As Tears Go By (1988) ainsi que le Golden Horse Award du meilleur second rôle masculin pour Swordsman (1990).
En plus de sa carrière d’artiste, Jacky Cheung s'investit également dans les œuvres de charité et est élu comme l'un des dix jeunes exceptionnels au monde (en) en 1999.

## Biographie
Cheung est né a grandi dans le quartier de Quarry Bay (en) à l'est de l'île de Hong Kong. Son père est originaire de Tianjin et sa mère de Shanghai. En 2007, il révèle que le côté paternel de sa famille est principalement constitué de marins, comme son père, son cousin paternel, et son frère aîné. Sa langue maternelle est le cantonais mais il parle également mandarin et anglais. Il chante en cantonais, mandarin, japonais, coréen et anglais, et est connu pour sa riche voix de baryton et également pour son vibrato avec lequel il déplace sensiblement sa pomme d'Adam.

## Chanteur
Cheung commence à travailler comme agent de réservation pour la compagnie aérienne Cathay Pacific,. Sa carrière musicale débute après avoir remporté un concours de chant amateur en 1984 avec la chanson Fatherland (大地恩情) de Michael Kwan (en). Il gagne le concours devant plus de 10 000 autres concurrents. Après sa victoire, il signe un contrat avec Polygram Records (actuel Universal Music Group). Bien qu'encouragé par un départ brillant, il ne réussit pas à s'imposer immédiatement dans la cantopop, alors dominée par Leslie Cheung, Alan Tam, Anita Mui et Danny Chan. En 1985, il remporte ses deux premiers prix importants avec le RTHK Top 10 Gold Songs Award et le Jade Solid Gold Top 10 Award,.
En 1991, il sort la chanson Loving You More Every Day (每天愛你多一些), une adaptation en cantonais de la chanson japonaise Midsummer's Fruit (真夏の果実) des Southern All Stars. L'album True Love Expression (真情流露) de 1992, ainsi que le suivant, Love Sparks (愛火花), la même année, se vendent à plus de 400 000 exemplaires uniquement à Hong Kong.
Ses albums suivants sont Me and You (我與你) en 1993 et Born to be wild (餓狼傳說) en 1994. Lors des Billboard Music Awards 1994 aux États-Unis, il est nommé chanteur le plus populaire d'Asie. Il reçoit de nombreux prix musicaux à Hong Kong et à l'étranger, dont celui de meilleur chanteur chinois aux World Music Awards deux années d'affilée en 1995 et 1996. Il est également élu parmi les dix meilleurs jeunes au monde en 1999.
Parmi ses chansons ayant connu le plus de succès, les plus célèbres sont Amour, Just want to spend my life with you (只想一生跟你走) et Goodbye Kiss (吻别). L'album The Goodbye Kiss (吻别) est l'un des albums les plus vendus de tous les temps en Asie, réalisant plus de ventes à Hong Kong, Taïwan et Asie du Sud-Est qu'aucun autre auparavant, avec plus de 4 millions d'exemplaires vendus en 1993, ce qui en fait l'un des 10 meilleurs artistes de PolyGram dans le monde cette année-là, et il est le premier artiste asiatique à réussir cela,. Cela fait de lui le premier chanteur non taïwanais à remporter le Golden Melody Award. L'album l'aide également à percer sur le marché de la mandopop. En raison de ces excellentes ventes, Cheung est généralement considéré comme le membre le plus important des « Quatre rois célestes de la cantopop ».
En 1995, Cheung organise une tournée mondiale record de 100 concerts intitulée Yau Hok Yau (友學友). La tournée débute avec 34 concerts au Hong Kong Coliseum du 8 avril au 9 juin. Puis elle se poursuit en Australie à Perth et Brisbane, avant de retourner à Taipei et en Chine continentale. Elle s'étend ensuite au Madison Square Garden aux États-Unis, dans divers villes d'Europe, à Singapour, en Inde, en Malaisie et au Japon. Le magazine américain Businessweek le considère alors comme le nouveau Michael Jackson.
Son succès dans la musique et comme acteur fait de lui l'une des icônes de Hong Kong et il est classé comme l'une des « 25 personnalités les plus influentes du Nouveau Hong Kong » par Time Magazine en 1996,.
En 1999, il a été considéré l'un des dix jeunes exceptionnels au monde (en) par la Jeune chambre internationale, une fédération mondiale de jeunes professionnels et entrepreneurs. En 2000, il reçoit le Golden Needle Award de RTHK, un prix pour l'ensemble de sa carrière, qui reconnaît ses contributions exceptionnelles à l'industrie de la musique.
En 2004, Cheung sort l'album Life Is Like A Dream, qu'il co-produit avec Michael Au (en), et pour lequel il compose la mélodie de toutes les chansons et écrit les paroles de 3 d'entre elles.
Cheung remporte le Best Selling Cantonese Album Award lors des Hong Kong IFPI Awards de 2005 avec son album live Jacky Live Performance, qu'il accepte en personne pour la première fois depuis des années. Ceci malgré les mauvaises ventes de billets de ce concert en raison du fait qu'il se déroulait sur une seule nuit et que Cheung ait principalement chanté des chansons d'autres artistes pour la première fois. Dans le milieu très concurrentiel de la cantopop, Cheung réussit à maintenir sa popularité et son pouvoir de vente plus de 20 ans après ses débuts, un cas sans précédent dans l'histoire de la musique pop hongkongaise.

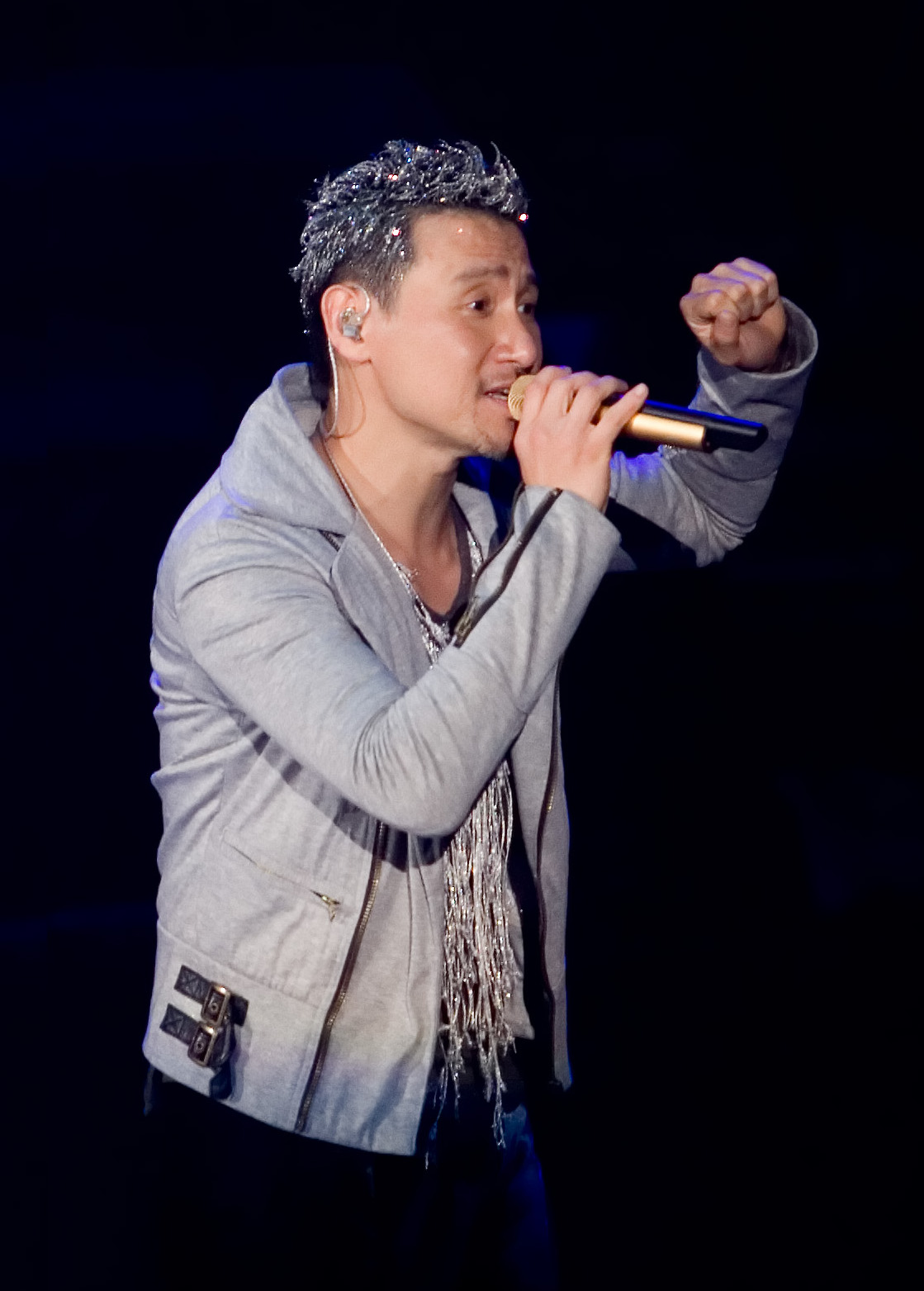
Jacky Cheung en concert en juillet 2007.

En 2007, Cheung entame son Year of Jacky Cheung World Tour 2007. La tournée commence le 18 février 2007 au Colosseum du Caesars Palace (en) à Las Vegas. À la fin de la tournée à Hong Kong, le 3 février 2008, après avoir chanté dans 58 villes autour du monde, 105 concerts avaient été donnés, attirant plus de 2 millions de spectateurs. Ce nombre est 105 est le plus grand nombre de concerts dans une seule tournée pour un artiste chinois, battant le précédent record de 100, qui avait également été établi par Cheung. La même année, il sort également un album de mandopop, By Your Side, dans lequel il est le seul producteur exécutif pour la première fois depuis le départ soudain de Michael Au pour poursuivre sa carrière à Pékin.
En 2009, Cheung enregistre Private Corner, produit par Andrew Tuason, son premier album jazz et pour lequel il invente le terme de « canto-jazz ». Les chansons Everyday Is Christmas, Which Way, Robert Frost?, Let It Go, Lucky in Love et Double Trouble sont co-écrites avec Roxanne Seeman en collaboration avec Tuason, et faites sur mesure pour Cheung. Lucky in Love est la chanson du générique final du film Crossing Hennessy (en), dans lequel Jacky Cheung joue. Le site web du service de téléchargement de musique de Nokia (Ovi.com) annonce que Everyday Is Christmas était la 10e chanson de Noël la plus téléchargée au monde en 2010, rejoignant des succès classiques tels que Last Christmas de Wham! et All I Want for Christmas is You de Mariah Carey. Cheung est le seul chanteur en langue chinoise à figurer dans le top dix.
En 2010, Cheung commence son Jacky Cheung 1/2 Century World tour. Cette tournée commence le 30 décembre 2010 à Shanghai et se termine le 30 mai 2012 à Hong Kong. Pendant 1 an et 5 mois, il passe dans 5 pays, 77 villes, pour 146 concerts au total, plus de 2 800 000 spectateurs. 146 devient alors le record du plus grand nombre de concerts en une seule tournée pour un artiste chinois, battant son propre record précédent de 105. Début 2010, il tenter également de nouveaux styles musicaux. Son nouvel album, Private Corner, devient le premier album de jazz de l'histoire de la cantopop et présente également d'autres styles cantopop non traditionnels tels que le quatuor à cordes, la valse et l'hymne. L'édition spéciale comprend un CD spécial en verre, une première dans l'histoire de la pop chinoise. La chanson Double Trouble est chantée pour la première fois pendant le Jacky Cheung 1/2 Century World Tour.
Durant sa précédente tournée, Cheung est rentré dans le Livre Guinness des records pour le plus grand nombre de spectateurs combiné pour une tournée live, avec 2 048 553 spectateurs au cours des 12 premiers mois de la tournée, du 30 décembre 2010 au 29 décembre 2011, avec 105 concerts dans 61 villes de Chine, des États-Unis, de Malaisie, de Singapour et d'Australie. Cheung remporte le Honor of Golden song 35th Anniversary Award aux RTHK Top 10 Gold Songs Awards de 2012.
En 2018, il gagne le surnom en Chine d'« appât de fugitifs » ou de « kryptonite des fugitifs » car ses concerts attirent des criminels recherchés. Il aide ainsi à la capture de 4 criminels recherchés entre avril et juin 2018 lors de sa tournée chinoise. En juin, deux revendeurs de billets sont également arrêtés,. Tout cela faisant partie de sa nouvelle tournée mondiale de 233 concerts, Jacky Cheung A Classic Tour, qui éclipse le record de la tournée précédente. La tournée complète, qui dure 27 mois avec des concerts dans 97 villes, se termine le 29 janvier 2019 après une série finale de 15 concerts à Hong Kong.

### Duos
Cheung se produit non seulement en solo, mais effectue souvent des duos avec des chanteuses, comme avec la chanteuse philippine Regine Velasquez pour la chanson In Love with You, incluse dans son album Listen Without Prejudice. En 2008, Cheung et la chanteuse taïwanaise A Mei collaborent sur Zhu Fu lors d'un concert de charité pour les victimes du séisme de 2008 au Sichuan. Ses autres partenaires de duos sont :
- Priscilla Chan (en) – A Pair of Lonely Hearts (一對寂寞的心), (愛和承諾), (接近)
- Faye Wong – Love's Promise
- Kelly Chen – Waiting for Your Love
- Anita Mui – Love is Hard（相愛很難, (祝福)
- Shirley Kwan (en) – Youngster No Love (年少無情)
- Coco Lee – (從頭到尾)
- Sandy Lam – (日與夜)
- Vivian Chow (en) – (留住秋色)
- Regine Velasquez – In Love with You
- Cally Kwong – Only Love Persists (祇有情永在)
- Karen Tong – Miss Each Other in the Wind & Rain (相思風雨中)
- Vivian Lai – Long Flow, Never Rests (長流不息)
- He Ruhui – (似曾相識)
- Francesca Kao (en) – You're the Most Precious
- Karen Tong – (情濃半生)
- Chen Jia Lu – (花與琴的流星(雪狼湖)), (愛狼說(雪狼湖))

### Comédies musicales
En 1997, son travail sur la révolutionnaire comédie musicale Snow.Wolf.Lake (en) de style Broadway est accueilli avec enthousiasme par le public et les critiques. Cheung assume non seulement le rôle principal masculin mais est également le directeur artistique de cette production. Les premiers rôles féminins sont joués par Sandy Lam à Hong Kong et Adia Chan (en) à Singapour. Kit Chan (en) joue le deuxième rôle féminin. La comédie musicale a 42 représentations consécutives complète au gigantesque Hong Kong Coliseum de Hung Hom, ce qui reste un record encore d’actualité. En novembre 2004, Cheung et sa directrice de concert, Florence Chan Suk-fan, travaillent sur une version en mandarin afin d'élargir le public. Les premiers rôles féminins sont cette fois-ci tenus par Evonne Hsu (en) et Nadia Chan. Le budget initial de la comédie musicale dépassait à lui seul les 15 millions HK$. Le budget estimé pour cette nouvelle production est de 100 millions HK$ et la première a lieu le 24 décembre 2004 à Pékin.

## Acteur

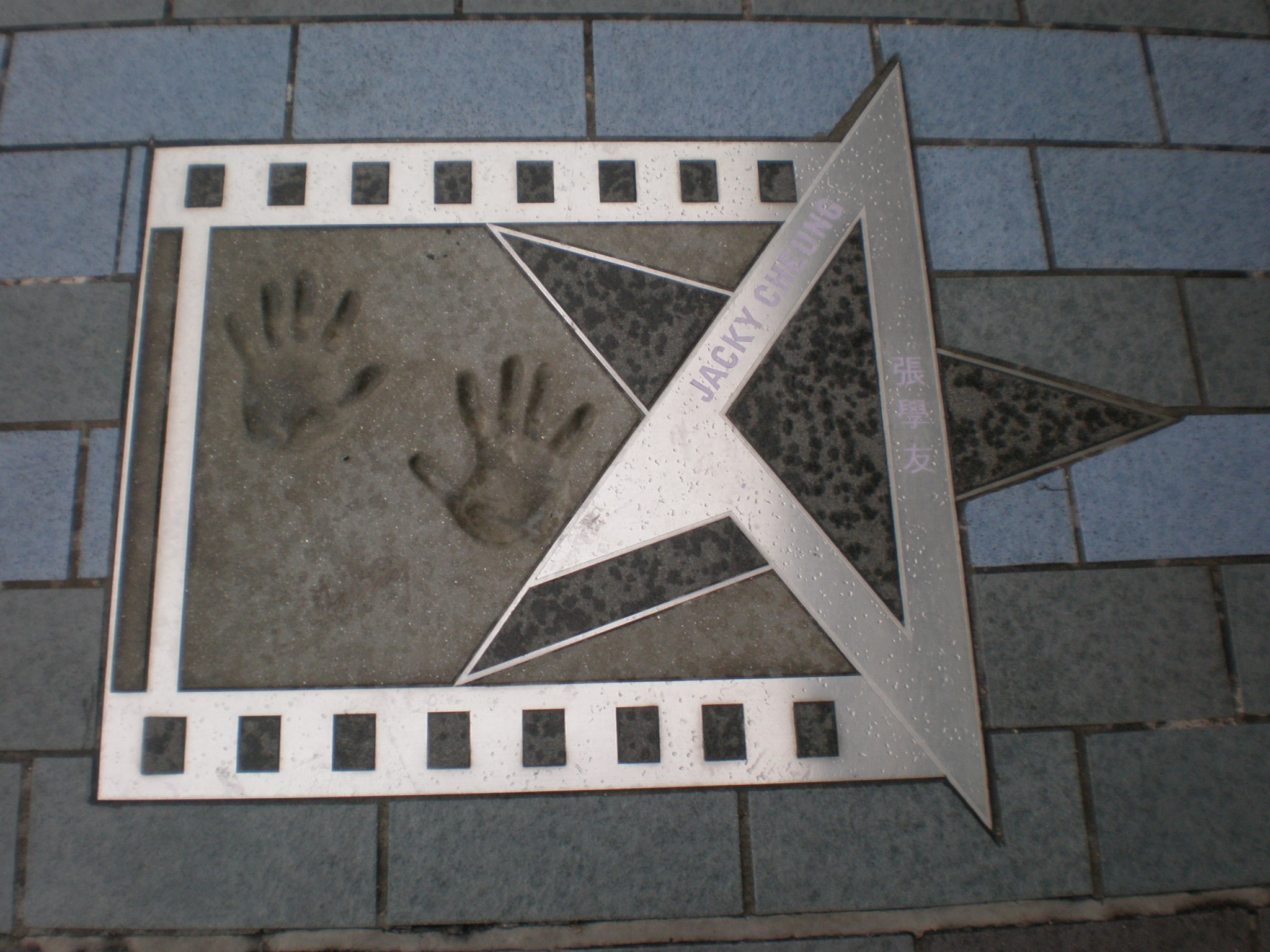
Empreintes de mains et autographe de Cheung sur l'Avenue des Stars de Hong Kong.

Bien que Cheung soit surtout connu en tant que chanteur, il a également joué dans de nombreux films et a reçu le prix du meilleur second rôle masculin lors de la 8e cérémonie des Hong Kong Film Awards pour As Tears Go By (1988) ainsi que le Golden Horse Award du meilleur second rôle masculin pour Swordsman (1990),. La même année, il collabore également avec John Woo et Tony Leung pour le film Une balle dans la tête. Pour son rôle dans July Rhapsody (2002), il a également reçu le prix du meilleur acteur au Festival du film de New Delhi. Sa chanson Perhaps Love, qui sert de chanson thème pour le film Perhaps Love (2005), remporte également le prix de la meilleure chanson aux Hong Kong Film Awards 2005 ainsi que le CASH Best Song Award. Il joue aussi dans une mini-série taïwanaise intitulée Love Scar avec Jerry Yan et Karen Mok, dans laquelle il interprète le grand frère de Jerry Yan. En octobre 2017, il fait partie des rares chanteurs-acteurs chinois n'ayant jamais joué dans une série télévisée.
Dans La Voie du Jiang Hu (2004), il joue le rôle du meilleur ami et bras droit d'un parrain du crime interprété par Andy Lau. Le film comprend plusieurs acteurs de la distribution d'Infernal Affairs (2002).

## Cérémonies et porte-parole
Cheung est nommé porte-parole de Hong Kong Disneyland en 2004. Il participe à plusieurs événements marketing à grande échelle organisés par la Walt Disney Company et la Walt Disney Parks and Resorts, en commençant par la présentation d'une émission télévisée intitulée Magical World of Disneyland. Il enregistre une chanson en plusieurs langues intitulée One. et dont le clip est tourné dans Hong Kong Disneyland. Il enregistre également pour le Hong Kong Disneyland: The Grand Opening Celebration Album.
En décembre 2006, Cheung interprète en direct la chanson thème Together Now lors de la cérémonie d'ouverture des Jeux asiatiques de 2006 à Doha au Qatar. Il est présenté comme l'« artiste asiatique le plus populaire au monde ».
En 2010, Cheung, Jane Zhang, et K'Naan collaborent pour une version en mandarin de Wavin' Flag (The Celebration Mix) pour la Coupe du monde de football 2010.
En 2012, Cheung chante 中国节拍·震动世界, la chanson de l'équipe chinoise aux Jeux Olympiques de Londres de 2012.

## Vie privée
Le 15 février 1996 à Londres, il épouse l'actrice hongkongaise May Lo (en) avec qui il a deux filles. Cheung est également surnommé le « Dieu de la chanson » (歌神), et il est la deuxième personne à détenir ce titre, après Sam Hui,. Lors d'une interview avec Ray Cordeiro (Oncle Ray), Cheung déclare que le titre est plus approprié à Hui que pour lui car il est l'origine des premiers succès de la cantopop. Il demande également de manière informelle à Eason Chan, le successeur au titre de « Dieu de la chanson » (par similitude phonétique) et un de ses fans, d'être son « Maître » parce que Chan a reçu une formation officielle en musique et en vocalise en Angleterre que Cheung n'a jamais eu, et le sujet principal est d'étendre la gamme vocale de Jacky jusqu'à la 4e octave qui inclut une gamme de fausset.
Il est bouddhiste et végétarien,.

### Œuvres de charité
En mars 2009, il devient le premier artiste de cantopop/mandopop à contribuer à des éléments de décor de la chaîne de restauration Hard Rock Cafe. Les objets en question sont exposés à l'hôtel Hard Rock de Macao. Un don conjoint de 600 000 HK$ est également fait à l'association Children's Cancer Foundation et Orbis Macau. En septembre 2009, Cheung est l'un des super ambassadeurs de la Fondation contre les abus sexuels envers les enfants (ECSAF) fondée par Josephine Siao et il assiste à la collecte de fonds lors du 10e anniversaire de l'ECSAF à Hong Kong.

## Discographie
| An                                                     | Titre chinois                      | Traduction littérale                                                         | Langue                         |
| ------------------------------------------------------ | ---------------------------------- | ---------------------------------------------------------------------------- | ------------------------------ |
| 2014                                                   | 醒著做夢                           | Wake Up Dreaming                                                             | Mandarin                       |
| 2013                                                   | 張學友1/2世紀世界巡迴演唱會        | Jacky Cheung 1/2 Century Tour                                                | Cantonais, mandarin et anglais |
| 2010                                                   | 張學友Private Corner迷你音樂會     | Private Corner Mini Concert Live                                             | Cantonais, mandarin et anglais |
| 2010                                                   | 旗開得勝                           | Wavin' Flag                                                                  | Mandarin et anglais            |
| 2010                                                   | Private Corner                     | Private Corner                                                               | Cantonais et anglais           |
| 2008 (version hongkongaise), 2009 (version taïwanaise) | 學友光年世界巡迴演唱會             | The Year of Jacky Cheung World Tour 07                                       | Cantonais, mandarin et anglais |
| 2007                                                   | 在你身邊                           | By Your Side*                                                                | Mandarin                       |
| 2005                                                   | 雪狼湖 (國語版本)                  | Snow Wolf Lake (Mandarin Version)                                            | Mandarin                       |
| 2004                                                   | 活出生命Live演唱會                 | Jacky Live Concert Performance                                               | Cantonais, mandarin et anglais |
| 2004                                                   | Black & White                      | Black & White                                                                | Mandarin                       |
| 2004                                                   | Life Is Like A Dream               | Life Is Like A Dream                                                         | Cantonais                      |
| 2003                                                   | 張學友音樂之旅Live音樂會           | Jacky 2002>2003 grand finale music odyssey                                   | Cantonais, mandarin et anglais |
| 2002                                                   | 他在那裡                           | Where Is He                                                                  | Mandarin et cantonais          |
| 2002                                                   | 學友精選2000-2001                  | Jacky Cheung Greatest Hits                                                   | Mandarin et cantonais          |
| 2001                                                   | 學友‧熱                            | Jacky Fever                                                                  | Mandarin                       |
| 2001                                                   | 天下第一流                         | The First <World's First Class>                                              | Cantonais                      |
| 2000                                                   | Touch Of Love                      | Touch Of Love                                                                | Cantonais, mandarin et anglais |
| 2000                                                   | 當我想起你                         | Something Only Love Can Do                                                   | Cantonais, mandarin et anglais |
| 2000                                                   | Jacky Cheung 15                    | Jacky Cheung 15 Years of Music                                               | Cantonais, mandarin et anglais |
| 1999                                                   | 走過1999                           | Running through 1999                                                         | Mandarin                       |
| 1999                                                   | The Best Of Jacky Cheung           | The Best Of Jacky Cheung                                                     | Cantonais et mandarin          |
| 1999                                                   | 友個人演唱會                       | Someone Live Concert                                                         | Cantonais et mandarin          |
| 1999                                                   | 有個人 <Having Someone>            | Someone                                                                      | Cantonais                      |
| 1998                                                   | 不後悔                             | No Regret                                                                    | Mandarin                       |
| 1998                                                   | 釋放自己                           | Release Yourself                                                             | Cantonais                      |
| 1998                                                   | 友情歌歳月精選                     | Jacky Cheung Greatest Hits (24Bit)                                           | Cantonais et mandarin          |
| 1997                                                   | 雪‧狼‧湖 (粵語版本)                | Snow Wolf Lake(Cantonese version)                                            | Cantonais et mandarin          |
| 1997                                                   | 想和你去吹吹風                     | Wanna go for a walk with you                                                 | Mandarin                       |
| 1997                                                   | 不老的傅説                         | The Never Old Legend                                                         | Cantonais                      |
| 1996                                                   | 忘記你我做不到                     | How Could I Forget You?                                                      | Mandarin                       |
| 1996                                                   | 愛與交響曲                         | Love and Symphony                                                            | Cantonais                      |
| 1996                                                   | 學友情緣十載Concert(台灣)          | Qing Yuan Shi Zai                                                            | Cantonais et mandarin          |
| 1996                                                   | 友學友95Concert                    | Jacky Cheung Concert 1995                                                    | Cantonais et mandarin          |
| 1995                                                   | 三年兩語                           | Greatest Hits <3 Years, 2 Languages>                                         | Cantonais et mandarin          |
| 1995                                                   | 擁友                               | Possession <Embrace Friend>                                                  | Mandarin                       |
| 1995                                                   | 過敏世界                           | Sensitive World <Oversensitive World>                                        | Cantonais                      |
| 1995                                                   | 真愛新曲＋精選                     | True Love compilation                                                        | Mandarin                       |
| 1995                                                   | 一生跟你走作品輯                   | With You All My Life Compilation                                             | Cantonais et mandarin          |
| 1994                                                   | 這個冬天不太冷                     | A Warm Winter                                                                | Cantonais                      |
| 1994                                                   | 偸心                               | Steal Your Heart                                                             | Mandarin                       |
| 1994                                                   | 張學友非常偵探(電影原聲大碟)       | Special Indicator (Sound Track)                                              | Mandarin                       |
| 1994                                                   | 張學友Jacky Cheung 24K Gold 金藏集 | Jacky Cheung 24K Gold                                                        | Cantonais et mandarin          |
| 1994                                                   | 餓狼傳説 (REMIX)                   | Born to be Wild (Remix)                                                      | Cantonais                      |
| 1994                                                   | 餓狼傳説                           | Born to be Wild <Legend of a Hungry Wolf>                                    | Cantonais                      |
| 1994                                                   | 學與友93演唱會                     | Jacky Cheung Live 1993                                                       | Cantonais et mandarin          |
| 1993                                                   | 祝福                               | Blessing                                                                     | Mandarin                       |
| 1993                                                   | 吻別                               | The Goodbye Kiss                                                             | Mandarin                       |
| 1993                                                   | 等你等到我心痛                     | Painfully Waiting For You.                                                   | Cantonais et anglais           |
| 1993                                                   | 祇想一生跟你走                     | Everlasting Love <Wishing To Follow You All My Life>                         | Cantonais                      |
| 1993                                                   | 我與你                             | Me and You                                                                   | Cantonais                      |
| 1993                                                   | 張學友●忘記他                      | Forget Him                                                                   | Cantonais                      |
| 1992                                                   | 愛・火・花                         | Sparks of Love                                                               | Cantonais                      |
| 1992                                                   | 真情流露                           | True Love Expression                                                         | Cantonais                      |
| 1991                                                   | 愛你多一些精選                     | Love You More- Selected Collection                                           | Cantonais                      |
| 1991                                                   | 壯志驕陽                           | Bright Ambition                                                              | Cantonais                      |
| 1991                                                   | 一顆不變心                         | A Never Changing Heart                                                       | Cantonais                      |
| 1991                                                   | 情不禁                             | Uncontrolled Passion                                                         | Cantonais                      |
| 1990                                                   | 張學友的初戀故事・似曾相識         | Somewhere In Time <Jacky Cheung's First Love Story・Seem to Have Met before> | Mandarin                       |
| 1990                                                   | 夢中的你                           | Summer Dream                                                                 | Cantonais                      |
| 1989                                                   | 祇願一生愛一人                     | You Will Always Be My Love <Wishing to Love One Person in a Lifetime>        | Cantonais                      |
| 1989                                                   | 絲絲記憶情歌精選                   | Memories-Selected Collection                                                 | Cantonais                      |
| 1989                                                   | 給我親愛的                         | For My Dearest                                                               | Cantonais                      |
| 1988                                                   | 意亂情迷                           | Crazy for You <Distraughtly Crazy In Love>                                   | Mandarin                       |
| 1988                                                   | 昨夜夢魂中                         | Dream In Grief <Last Night in the Dream State>                               | Cantonais                      |
| 1987                                                   | 在我心深處                         | Deep In My Heart                                                             | Mandarin                       |
| 1987                                                   | 張學友 JACKY                       | Jacky Cheung JACKY                                                           | Cantonais                      |
| 1987                                                   | 炸彈                               | Bomb                                                                         | Cantonais                      |
| 1986                                                   | 情無四歸                           | Homeless Love                                                                | Mandarin                       |
| 1986                                                   | 相愛                               | In Love                                                                      | Cantonais                      |
| 1986                                                   | 遙遠的她Amour                      | She is Afar Amour                                                            | Cantonais                      |
| 1985                                                   | 交叉算了                           | The Trusted Cross                                                            | Cantonais                      |
| 1985                                                   | Smile                              | Smile                                                                        | Cantonais                      |

## Filmographie
- Heaven in the Dark (2016)
- From Vegas to Macau 3 (2016)
- Helios (2015)
- Temporary Family (2014)
- A Complicated Story (2013)
- Crossing Hennessy (2010)
- Hot Summer Days (2010)
- 72 Tenants of Prosperity (2010)
- Bodyguards and Assassins (2009)
- The Heavenly Kings (2006)
- Perhaps Love (2005)
- La Voie du Jiang Hu (2004)
- Golden Chicken 2 (2003)
- Dragon Loaded 2003 (2003)
- July Rhapsody (2002)
- Dragon Heat (2000)
- Anna Magdalena (1998)
- The Private Eye Blues (1995)
- Meltdown, terreur à Hong Kong (Meltdown) ou High Risk (1995)
- Love on Delivery (1994) : lui-même (caméo)
- To Live and Die in Tsimshatsui (1994)
- Les Cendres du temps (1994)
- Future Cops (1993)
- Enigma of Love (1993)
- The Eagle Shooting Heroes (1993)
- Flying Dagger (1993)
- Legend of Prince (1993)
- Boys Are Easy (1993)
- No More Love, No More Death (1993)
- Best of the Best (1992)
- Deadly Dream Woman (1992)
- Hot Hot and Pom Pom (1992)
- The Days of Being Dumb (1992)
- The Wicked City (1992)
- With or Without You (1992)
- Slickers vs. Killers (1991)
- The Banquet (1991)
- Il était une fois en Chine (1991)
- Chinese Legend (1991)
- Bullet for Hire (1991)
- The Raid (1991)
- Histoire de fantômes chinois 3 (1991)
- Off Track (1991)
- Nos années sauvages (1990)
- Point of No Return (1990)
- Will of Iron (1990)
- Best Friend of the Cops (1990)
- Off Track (1990)
- Chase from Beyond (1990)
- Une balle dans la tête (1990)
- Histoire de fantômes chinois 2 (1990)
- Curry and Pepper (1990)
- Swordsman (1990)
- Big Brother (1989)
- Little Cop (1989)
- Seven Warriors (1989)
- Vampire Buster (1989)
- My Dear Son (1989)
- The Eighth Happiness (1988)
- The Haunted Cop Shop of Horrors 2 (1988)
- Mother Vs. Mother (1988)
- Couples, Couples, Couples (1988)
- Tiger Cage (1988)
- As Tears Go By (1988) Award du meilleur second rôle
- Faithfully Yours (1988)
- The Haunted Cop Shop of Horrors (1987)
- Devoted to You (1986)
- Soul (1986)
- Where's Officer Tuba? (1986)

En matière de performances cinématographiques, Jacky Cheung a tourné dans plus de 60 films, plus particulièrement dans de nombreuses comédies, drames et films artistiques. Il a été nommé plusieurs fois dans la catégorie « Meilleur acteur » et « Meilleur second rôle masculin » aux Golden Horse Film Festival and Awards de Taiwan. En 1989, il remporte le prix du « Meilleur second rôle » aux Hong Kong Film Awards pour son film As Tears Go By. Puis, en 1990, il obtient le prix du « Meilleur second rôle masculin » aux Golden Horse Award de Taiwan pour son film Le Vagabond au sourire fier.

## Récompenses
- Best Selling Cantonese Album Award in the Hong Kong aux IFPI Awards 2005
- Chinese Artiste of The World 1997 et 1995 au World Music Awards de Monte Carlo. Cette récompense le consacre comme l'artiste chinois ayant vendu le plus de disque au monde de toute l'histoire de l'industrie musicale.

En plus de son parcours artistique, Jacky Cheung est un homme engagé à l'égard de la charité et a été élu parmi les dix meilleurs jeunes de Hong Kong en 1998.